# Shalalala Song
A Shalalala Song a francia Ottawan diszkó együttes 3. kimásolt kislemeze első D.I.S.C.O. című albumukról. A kislemez B oldalán a Hello Rio! című dal kapott helyet, mely a következő kimásolt önálló kislemez is volt. A dal a német kislemezlista 73. helyéig jutott. A spanyol kislemez változatra spanyol nyelven került a dal, a B oldalára pedig a már korábban B oldalas dal a Comme Aus U.S.A.

## Tracklista
7" kislemez
 Franciaország (Carrere 49706)
1. "Shalalala Song" - 4:07
2. "Hello Rio!" - 3:23

12" Maxi
 Németország (Carrere 2141311)
1. "Shalalala Song" - 4:40
2. "Hello Rio!" - 4:27

7" kislemez
 Spanyolország (Carrere CAR 0018)
1. "Un Rayo De Sol "Shalala" - 3:00
2. "Comme Aux Usa" - 3:35

## Slágerlista
| Slágerlista 1980 | Legmagasabb helyezés |
| ---------------- | -------------------- |
| Németország      | 73                   |

## Külső hivatkozások
- Dalszöveg[4]
- Élő felvétel 2011[5]